# Bur Juman
Bur Juman és un gran centre comercial a la ciutat de Dubai als Emirats Àrabs Units. Fou un dels primers construïts a Dubai i segueix en expansió. Està situat entre Bur Dubai i Karama i té una superfície de 75000 metres quadrats, amb 300 establiments comercials diferents.